# KVS (motorfiets)
KVS is een historisch merk van motorfietsen. Deze afkorting slaat op de volledige naam van het voormalige bedrijf: Kraftfahrzeug Vertrieb Selb. Het was een Duits bedrijfje dat tussen 1924 en 1927 eenvoudig geconstrueerde 197- en 246-cc viertaktmachientjes bouwde. Deze werden ook onder de naam KV verkocht. De term "KV-Kleinkraftrad" sloeg in het bijzonder op de modellen EG-24 (1924) en EG-25 (vanaf 1925). De motoren waren klein en licht van constructie en werden daarom ook wel "Kleinkraftrad" genoemd; dit type motor werd in heel Beieren en, in mindere mate, in de andere landsdelen nog door tientallen andere bedrijven vervaardigd. Momenteel spreekt met overigens van een bromfiets, maar het ontwerp blijft redelijk ongewijzigd. De fabrikant was natuurlijk in Selb, Beieren, gevestigd.